# Tabor City
Tabor City – miasto w Stanach Zjednoczonych, w stanie Karolina Północna, w hrabstwie Columbus.